# Ruppertsberg-Tunnel
Der Ruppertsberg-Tunnel ist ein 321 m langer Eisenbahntunnel im Zuge der Bahnstrecke Flieden–Gemünden.

## Geografische Lage
Der Tunnel liegt in der Gemarkung des Stadtteils Jossa von Sinntal, südlich des Bahnhofs Jossa, an der hessisch/bayrischen Grenze, die etwa 50 m südlich des Südportals verläuft, im Bereich von Streckenkilometer 34,0. Er durchstößt den gleichnamigen Ruppertsberg (325 m).

## Geschichte
Strecke und Tunnel wurden 1872 – zunächst eingleisig – eröffnet. Der Tunnel war aber schon für Zweigleisigkeit ausgelegt. 1910 wurde der Tunnel saniert, 1936/37 die Strecke und der Tunnel zweigleisig ausgebaut, 1960 bis 1964 die Strecke elektrifiziert und für den Einbau der Oberleitung das Profil des Tunnels 1960 erweitert.
Geplant ist, den Tunnel von 2025 bis 2027 zu sanieren. Dabei soll für die Bauzeit im Bereich des Tunnels eingleisig gefahren, das Streckengleis in die Mitte des Tunnels verlegt und eingehaust werden, so dass für die Bauarbeiten zwischen Einhausung und Tunnelwand ausreichend Platz verbleibt.

## Bauwerk
Die Strecke verläuft im Bereich des Tunnels in einem Gleisbogen. Die historischen Tunnelportale sind erhalten. Sie bestehen aus Backstein, die in Lisenen und Gewände aus Buntsandstein gefasst sind. Ecktürmchen und ein Bogenfries rahmen sie. Besonders aufwändig gestaltet ist das Südportal. Dort sind als Bauinschriften die drei Jahreszahlen 1872 (Vollendung), 1910 (Sanierung) und 1960 (Profilerweiterung für die Elektrifizierung) angebracht, am Nordportal nur die Jahreszahlen 1872 und 1909. Das Bauwerk ist ein Kulturdenkmal aufgrund des Hessischen Denkmalschutzgesetzes.